# Столкновения на азербайджано-армянской границе (сентябрь 2022)
Столкновения на азербайджано-армянской границе (сентябрь 2022) — бои между армянскими и азербайджанскими войсками, вспыхнувшие в ночь с 12 на 13 сентября 2022 года на азербайджано-армянской границе.
Обе стороны обвинили друг друга в эскалации, хотя ряд экспертов считают, что именно Азербайджан начал атаку на позиции внутри суверенной территории Республики Армения.
В ночь на 13 сентября 2022 года Вооружённые силы Азербайджана открыли огонь по территории Армении. Атаке были подвержены армянские системы ПВО и артиллерия, базирующиеся на территории Армении. Азербайджан атаковал армянские позиции вблизи городов Варденис, Горис, Сотк и Джермук с применением артиллерии и тяжёлого вооружения. В Азербайджане заявили, что обстрелы являются ответом на «широкомасштабные провокации» со стороны Армении, утверждая, что Армения заминировала участки между позициями подразделений азербайджанской армии и дорогой снабжения.
В Армении заявили, что все утверждения о том, что Вооружённые силы Армении прибегали к каким-то провокациям и что действия Азербайджана были ответом на действия ВС Армении, абсолютно не соответствуют действительности. Кроме этого специалист по армяно-азербайджанскому конфликту Томас Де Ваал отмечает, что заявления Азербайджана о «провокации» армян никак не могут быть проверены, по его словам Армения слишком слаба в настоящее время и не заинтересована в нарушении статус-кво
Позже спутниковые снимки НАСА показали сильные пожары в нескольких местах в Армении
Стороны достигли договорённости о прекращении огня только к вечеру 14 сентября. В ходе боевых действий, по официальным данным, погибло и без вести пропало 204 армянских и 80 азербайджанских военнослужащих, но точные цифры не были подтверждены независимыми источниками. Данное обострение считается самой серьёзной эскалацией после Второй карабахской войны (2020), а также беспрецедентной, поскольку под обстрелами оказались города и села на территории Армении, не имеющие отношения к Нагорному Карабаху.
По мнению «Международной кризисной группы», в результате военных действий азербайджанские силы захватили территорию внутри самой Армении. В конце сентября 2022 года международная организация по предотвращению геноцидов «Genocide Watch» опубликовала доклад с предупреждением о возможности геноцида в отношении армян в связи с неспровоцированным нападениями Азербайджана на Армению и непризнанную Нагорно-Карабахскую республику.
В январе 2023 года «Европарламентом» была принята резолюция в которой «осуждалась агрессия Азербайджана в отношении суверенной территории Армении». Отмечалась обеспокоенность предполагаемыми военными преступлениями и бесчеловечным обращением в отношении армянских военнопленных и гражданских лиц. Резолюция призывала власти Азербайджана немедленно вывести войска со всех частей территории Армении и освободить удерживаемых армянских военнопленных. В октябре 2023 года «Европарламентом» была принята ещё одна резолюция, в которой вновь говорилось о вторжении Азербайджана в Армению и оккупации армянских земель

## Терминология
Власти Армении определяют боевые действия как «широкомасштабное нападение на территорию Армении» либо как «оккупация суверенной территории Армении». Западные СМИ и авторитетные источники используют различные термины. Одни авторы говорят о боевых действиях как о «военном наступлении Азербайджана на Армению», «вторжении Азербайджана на суверенную территорию Армении» или «нападении Азербайджана на Армению», другие — используют термин «приграничный конфликт».

## Ход событий

### 13 сентября

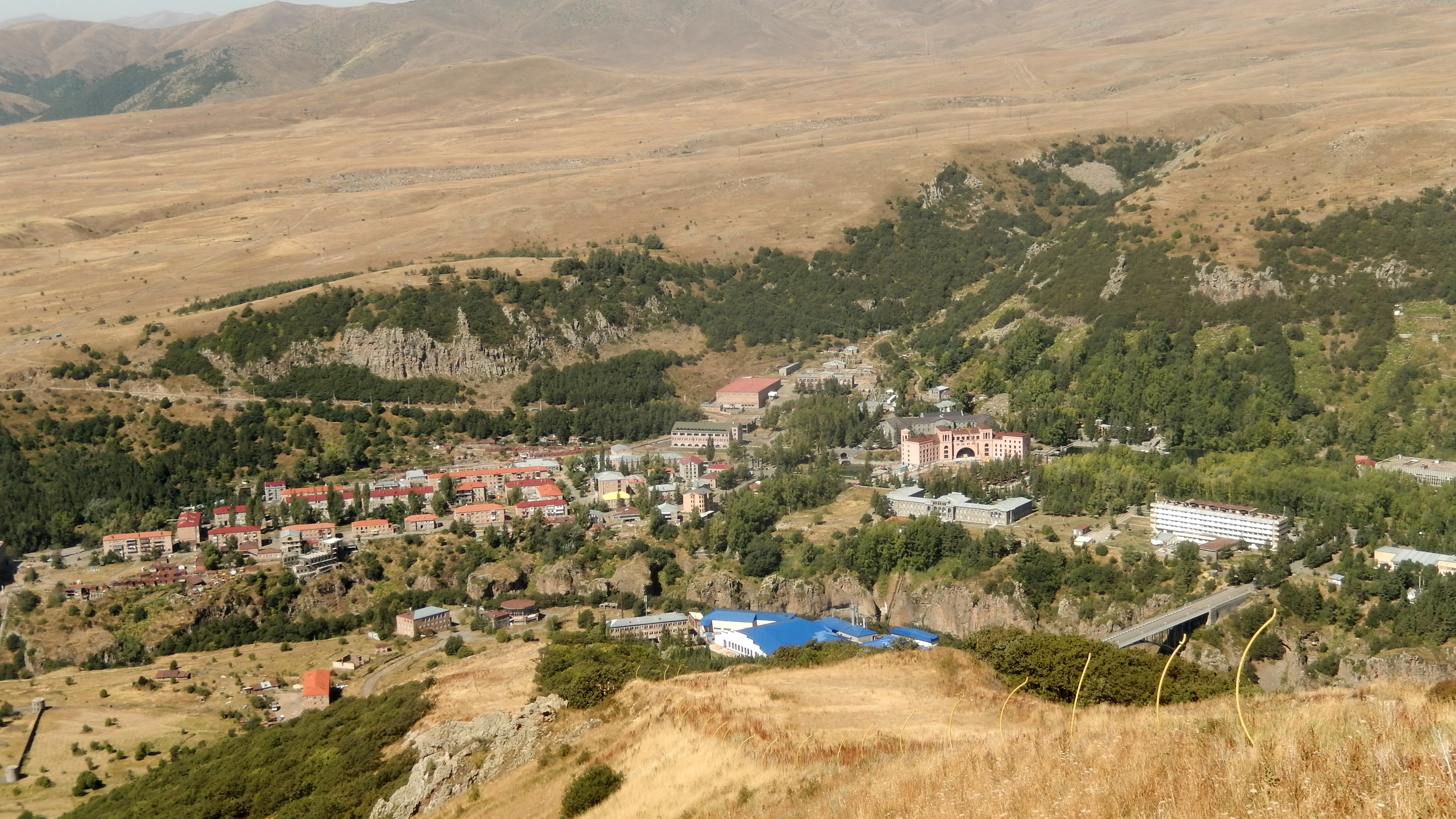
Курортный город Джермук в Армении, близ которого обстрелу со стороны азербайджанских войск были подвержены позиции ВС Армении

Министерство обороны Армении заявило, что Азербайджан атаковал армянские позиции вблизи городов Варденис, Горис, Сотк и Джермук с применением артиллерии и крупнокалиберного оружия. Минобороны Азербайджана обвинило Армению в «широкомасштабных провокациях» в районе Дашкесанского, Кельбаджарского и Лачинского районов и минировании территорий между позициями подразделений азербайджанской армии и путей снабжения. В военном ведомстве Азербайджана сообщили о принятии неотложных мер с целью предотвращения этих действий, в результате чего произошло боестолкновение.

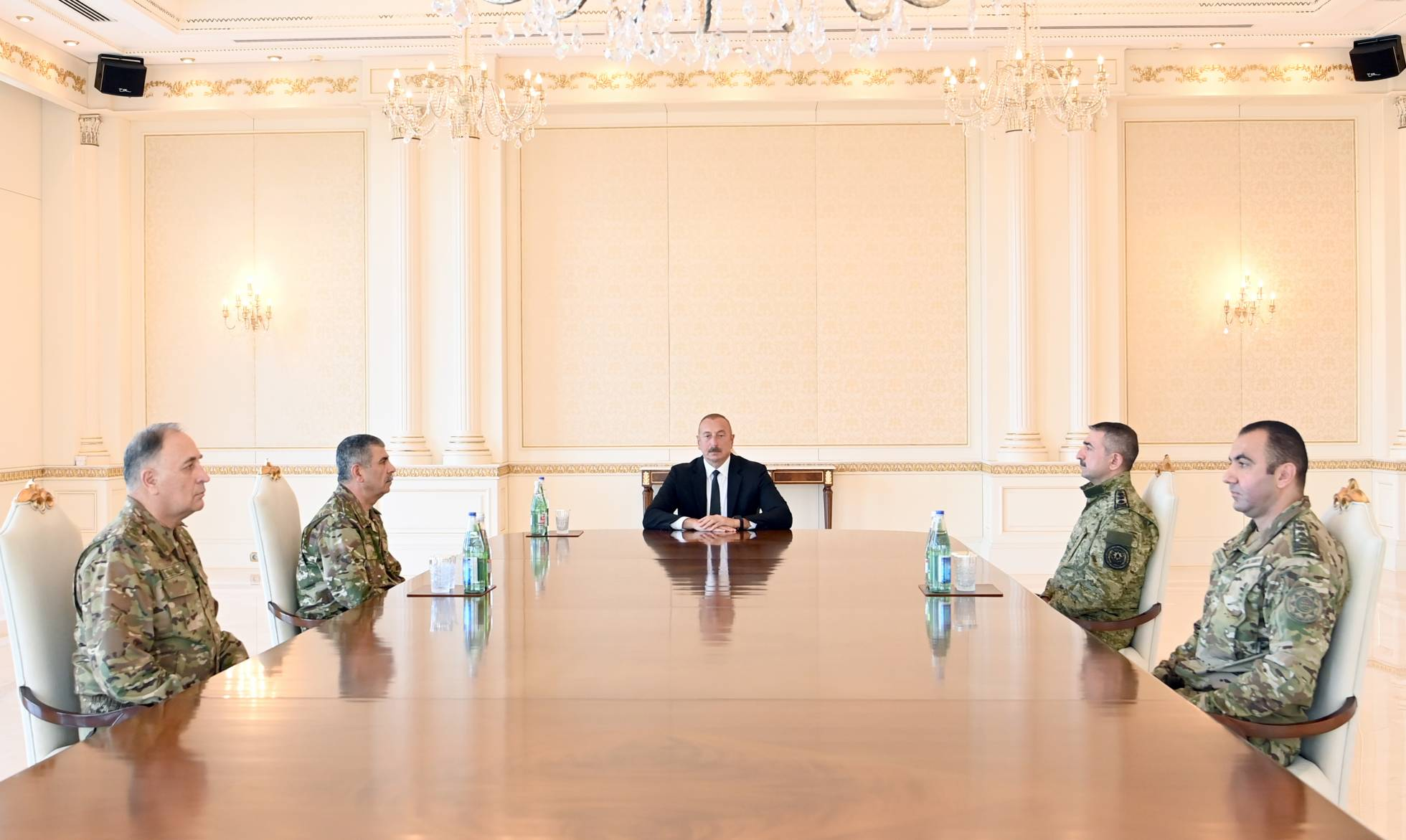
Оперативное совещание с участием руководящего состава Вооружённых сил Азербайджана. 13 сентября 2022

Президент Азербайджана Ильхам Алиев провёл оперативное совещание с участием руководящего состава Вооружённых сил страны.
Армения официально обратилась в Совбез ООН, в военный союз ОДКБ под руководством России, и непосредственно к Москве в рамках двустороннего договора.
Ближе к вечеру российские представители объявили, что добились прекращения огня между двумя сторонами. Азербайджанские СМИ сообщают, что перемирие было нарушено вскоре после его заключения. Вечером Минобороны Азербайджана сообщило, что в 16:55 подразделения Вооружённых сил Армении подвергли артиллерийскому обстрелу позиции азербайджанской армии, дислоцированные в направлении села Ахмедли Лачинского района.

### 14 сентября
Утром Минобороны Азербайджана сообщило, что в ночь с 13 на 14 сентября и утром 14 сентября Вооружённые силы Армении подвергли миномётному и артиллерийскому обстрелу подразделения азербайджанской армии в Кельбаджарском и Лачинском направлениях. В военном ведомстве сообщили, что азербайджанские подразделения, дислоцированные в указанных направлениях, принимают адекватные ответные меры. В минобороны Армении в свою очередь заявили, что Азербайджан начиная с 08։00 часов 14 сентября, применяя артиллерию, миномёты и крупнокалиберное огнестрельное оружие, начал наступательные действия в направлении села Верин Шоржа и Джермука, в направлении которого Вооружённые силы Азербайджана, по словам армянской стороны, использовали ударные беспилотники.
Минобороны и Генпрокуратура Азербайджана вступили с совместным заявлением, в котором говорилось, что в результате провокации ВС Армении двое мирных жителей Азербайджана получили ранения. Омбудсмен Армении, в свою очередь, заявил, что в результате обстрела с азербайджанской стороны ранения получили четверо гражданских лиц.
Днём Минобороны Азербайджана обвинило дислоцированные в направлении сёл Верин Шоржа, Неркин Шоржа и Кут подразделения ВС Армении в обстреле позиций азербайджанской армии, дислоцированных в направлении сёл Зейлик, Еллиджа и Юхары Айрым Кельбаджарского района с применением пушек Д-30 и Д-20. Азербайджанская армия, по словам МО Азербайджана, приняла локальные ответные меры только против огневых точек, являющихся легитимными военными целями.
В ходе правительственного часа в парламенте премьер-министр Армении Никол Пашинян заявил, что с начала военных действий ВС Азербайджана заняли 10 км² территории Армении. Также Пашинян заявил в парламенте о готовности подписать документ, обеспечивающий Армении безопасность, суверенитет и прочный мир. Позже президент Азербайджана, будучи в Лачыне, отверг обвинения Армении во вторжении на её территорию и заявил, что ВС Азербайджана заняли позиции вдоль границы и находятся «на своей земле».
Омбудсмен Армении заявил, что не менее 2,470 армянских мирных жителей были перемещены из приграничных населённых пунктов.

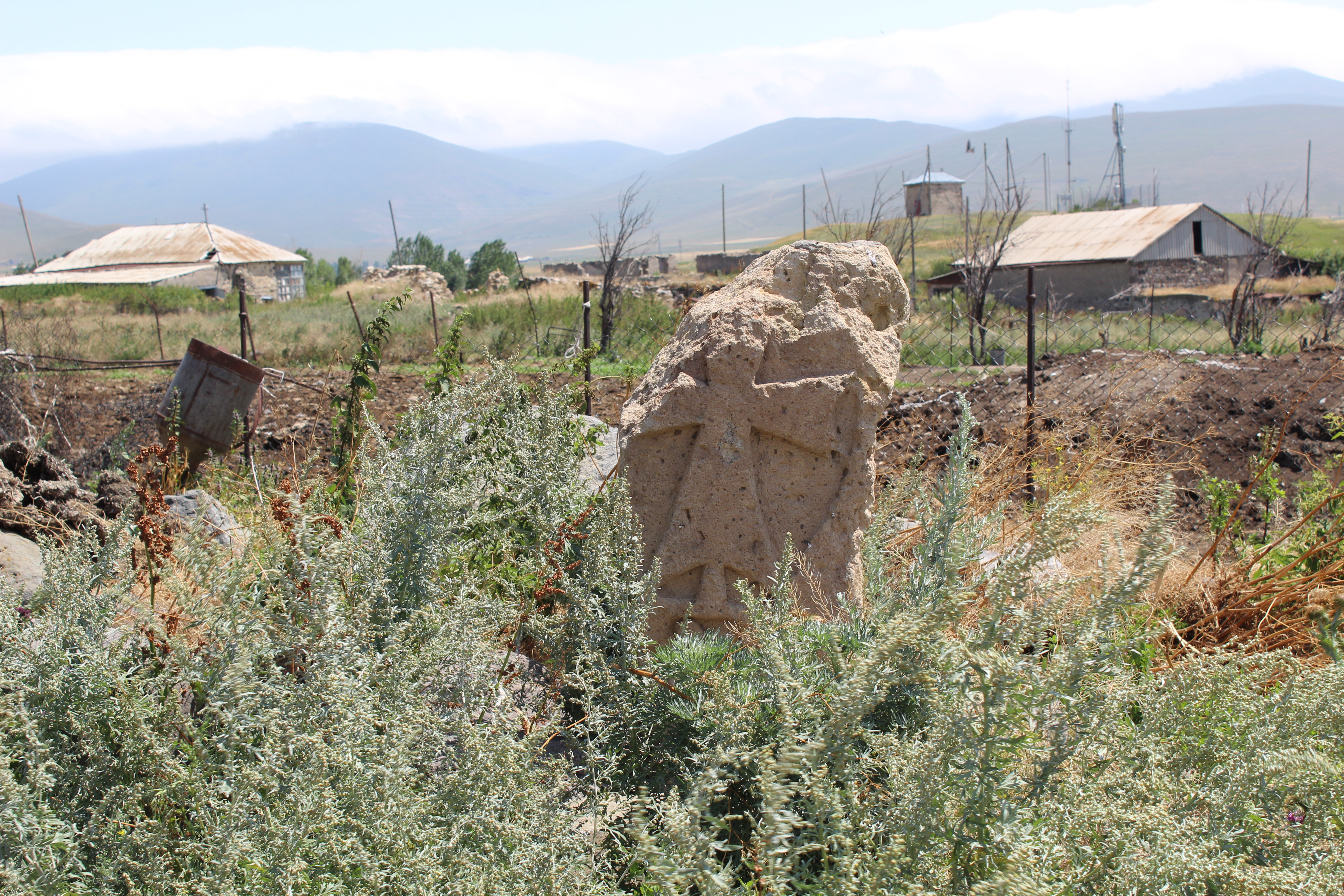
Село Сотк в Гегаркуникской области Армении превратилось в город-призрак и было окружено артиллерийским огнём во время азербайджанского наступления

Вечером Минобороны Азербайджана обвинило военное руководство Армении в переброске своих подразделений, вооружения и боевой техники, дислоцированных вдоль азербайджано-армянской государственной границы, к зданиям и объектам гражданской инфраструктуры в населённых пунктах и в глубине территории Армении и в намеренном расширении зоны охвата военных действий. Минобороны Азербайджана в очередной раз отметило, что подразделения азербайджанской армии не целятся в гражданские объекты и наносят высокоточные удары по огневым точкам противника. Чуть позже военное ведомство Азербайджана заявило, что дислоцированные в Лачинском направлении подразделения Азербайджана подверглись обстрелу противника из артиллерийских установок, 82- и 120-миллиметровых миномётов. В МО Армении, в свою очередь, заявили, что в период с 15:00 по 17:00 ВС Азербайджана продолжали наносить ракетно-артиллерийские удары вдоль линии от Сотка до Гориса, обвинив также ВС Азербайджана в ударах по мирным населённым пунктами. По данным МО Армении, ВС Азербайджана широко использовали беспилотники, а в районе 16:40 ракетно-артиллерийским ударам подверглась воинская часть в направлении Сотка, в результате чего вспыхнул пожар.
Организация договора о коллективной безопасности (ОДКБ) сообщила, что на внеочередной сессии Совета коллективной безопасности было принято решение направить в Армению миссию из-за обострения ситуации на армяно-азербайджанской границе. В организации объяснили, что миссия в Армению под руководством генерального секретаря ОДКБ Станислава Зася будет отправлена «для оценки сложившейся обстановки, подготовки обстоятельного доклада главам государств о ситуации в регионе и выработки предложений по деэскалации возникшей напряжённости». Кроме того, было согласовано предложение о создании рабочей группы для постоянного мониторинга ситуации в зоне ответственности ОДКБ. По итогам миссии руководитель передовой группы, генерал-полковник Анатолий Сидоров представил основные выводы и предложения по соответствующим мерам, направленные на деэскалацию возникшей напряжённости.
Вечером министр иностранных дел Азербайджана Джейхун Байрамов заявил, что Азербайджан в одностороннем порядке предложил Армении гуманитарное прекращение огня. Поздно вечером в МО Армении сообщили, что с 20:00 огонь на всех направлениях практически прекратился.
В ночь на 15 сентября секретарь Совета безопасности Армении Армен Григорян сообщил, что Армения и Азербайджан благодаря участию международного сообщества достигли договорённости о перемирии с 20:00 по местному времени 14 сентября.

## Обстрел пограничных сил ФСБ России

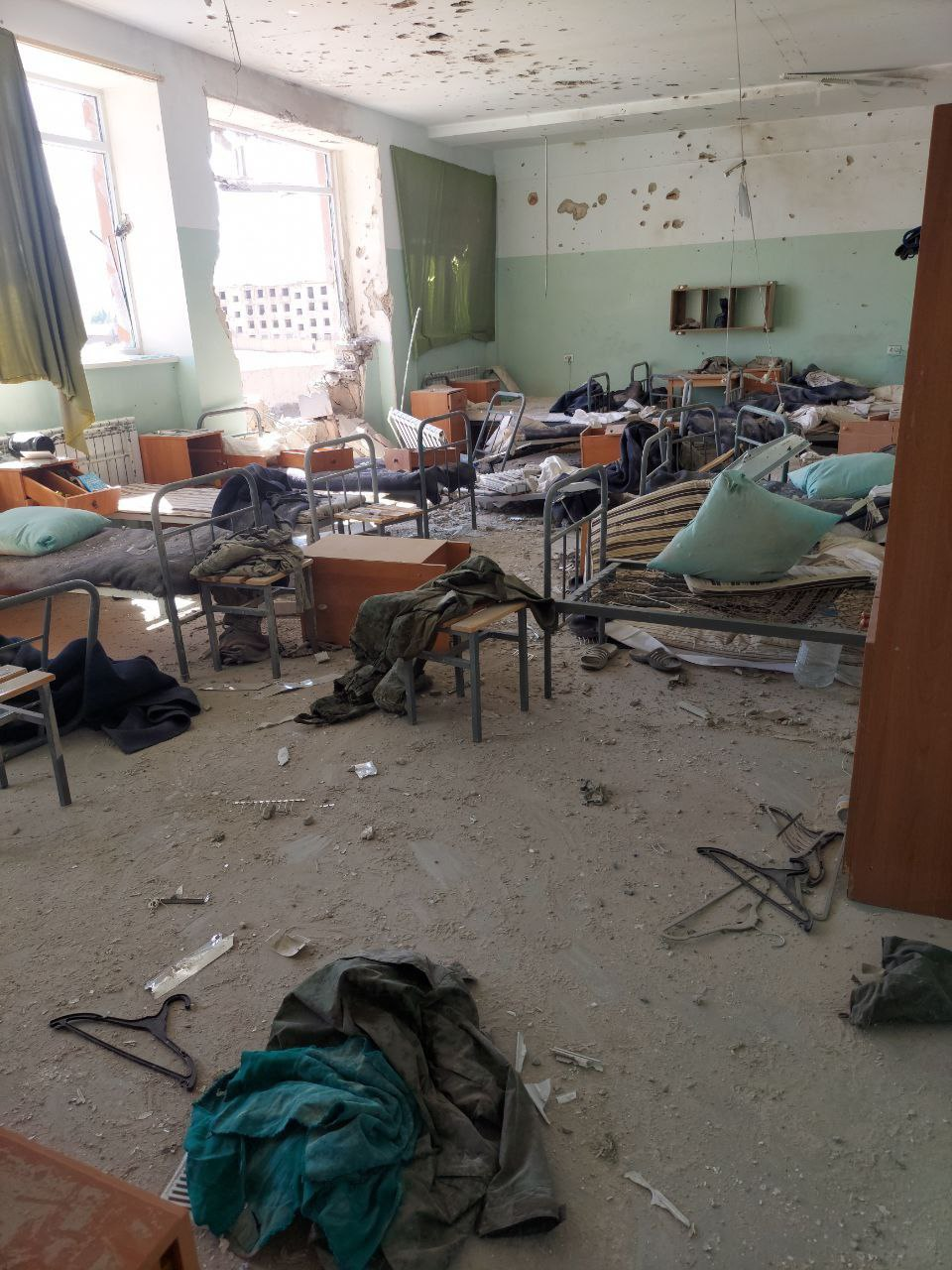
Обстрелянный опорный пункт пограничных войск ФСБ России на территории Гегаркуникской области Армении

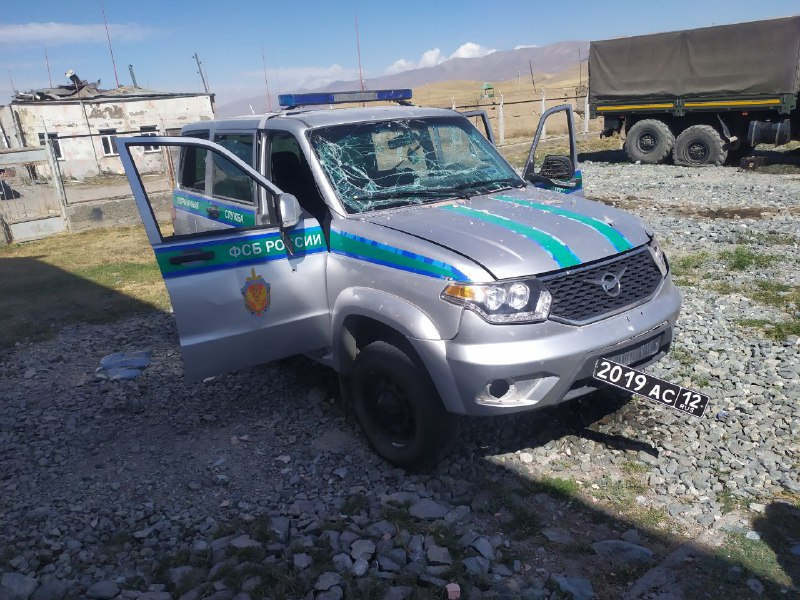
Техника ФСБ России на территории поста в Гегаркунике, повреждённая обстрелом

В ночь с 12 на 13 сентября по пункту дислокации пограничных сил ФСБ России в Гегаркунике в Армении был нанесён удар. Личный состав российских войск в срочном порядке покинул место дислокации. Исходя из опубликованных фотографий, в результате обстрела были повреждены казарма и военная техника российских войск.
По мнению польского исследователя Войцеха Гурецкого из Центра восточноевропейских исследований, обстрел был произведён Азербайджаном, а отсутствие реакции на него со стороны России свидетельствует о её нежелании принимать хоть какие-то меры, даже когда произошедшее вредит её имиджу
Спустя несколько часов появилась информация о втором обстреле российских войск. В армянских СМИ было опубликовано видео, на котором запечатлена обстрелянная российская колонна. По заявлению МО Армении, российская автоколонна, осуществляющая гуманитарную помощь, подверглась удару со стороны Азербайджана в районе села Верин Шоржа.
Позже погрануправление ФСБ России в Армении заявило, что в результате обстрела армянской территории пострадавших среди российских пограничников нет.
16 сентября 2022 года начальник пограничного управления ФСБ РФ в Армении генерал-лейтенант Роман Голубицкий проинформировал о ситуации на армяно-азербайджанской границе прибывшего в Армению начальника объединённого штаба ОДКБ Анатолия Сидорова. Голубицкий продемонстрировал кадры обстрела пограничного российского поста Сотк. В своём докладе он отмечал, что в здании находилось 15 человек, которые с началом обстрела укрылись в межкомнатном пространстве на первом этаже. Согласно Голубицкому, под огнём личный состав удалось вывести с поста, но всё имущество и технику эвакуировать не удалось.
Представители Минобороны Азербайджана в обоих случаях отвергали вину в обстреле расположения российских войск и колонны с гуманитарной помощью.

## Потери сторон
13 сентября Никол Пашинян заявил, что в ходе боевых действий погибло не менее 49 армянских военнослужащих. Министерство обороны Азербайджана сообщило о гибели 50 военнослужащих, в том числе 42 военнослужащих азербайджанской армии и 8 военнослужащих Государственной пограничной службы.
14 сентября в ходе правительственного часа в парламенте Никол Пашинян заявил, что во время эскалации на границе Армения потеряла 105 военнослужащих убитыми. В этот же день в Госкомиссии Азербайджана по делам заключённых и пропавших без вести граждан заявили, что Баку готов в одностороннем порядке передать Еревану тела около 100 армянских военнослужащих.
15 сентября Министерство обороны Азербайджана сообщило, что общее количество военнослужащих азербайджанской армии, погибших в ходе столкновений, достигло 71.
16 сентября на заседании правительства Никол Пашинян заявил, что во время эскалации на границе Армения потеряла 135 военнослужащих убитыми. В этот же день Министерство обороны Азербайджана сообщило, что общее количество военнослужащих азербайджанской армии, погибших в ходе столкновений, достигло 77.
Позже, 17 сентября Министерство обороны Азербайджана заявило, что в ходе операции скончались ещё 3 раненых в ходе столкновений военнослужащих Азербайджана. В итоге, количество погибших ВС Азербайджана составило 80 военнослужащих.
22 сентября армянская сторона сообщила, что один из гражданских лиц, раненых в первые дни боевых действий, скончался в больнице, в результате чего число жертв среди гражданского населения достигло 4 человек.

## Обмен военнопленными и телами погибших
17 сентября Азербайджан передал армянской стороне тела 32-х, через три дня — тела 95, ещё через три дня — тела шести погибших армянских военнослужащих.
4 октября Азербайджан при посредничестве США передал Армении 17 военнопленных. По словам пресс-секретаря Следственного комитета Армении Вардана Тадевосяна, среди вернувшихся военных тяжелораненых нет, у некоторых обнаружены лёгкие осколочные ранения, в плену их не пытали.
6 октября армянская сторона передала азербайджанской тела шестерых погибших азербайджанцев, среди которых были водитель скорой медицинской помощи и медицинский сотрудник.

## Последствия

### Отмены мероприятий
В Азербайджане в связи с гибелью военнослужащих ВС Азербайджана были отменены торжественные мероприятия, приуроченные ко «Дню знаний» и «Дню национальной музыки», было перенесено проведение чемпионата Азербайджана по тяжёлой атлетике среди молодёжи, Азербайджанский русский драматический театр отменил спектакли, запланированные на 16 и 17 сентября, был отложен 17-й международный джаз-фестиваль, который планировалось провести в Баку с 23 по 30 сентября.
В Баку организаторы отменили концерт украинского исполнителя Макса Барских, который должен был состояться 10 декабря. Причиной отмены стало то, что певец поделился в соцсетях публикацией армянского журналиста Мгера Багдасаряна с утверждением, что «Армению атакуют». Позже Барских заявил, что якобы сам отменил свой концерт, обвинив Азербайджан в агрессии. После этого организаторы концерта Барских обвинили певца во лжи, заявив, что компания закрыла продажу билетов на шоу до поста музыканта.
19 сентября в Баку был отменён концерт украинской певицы Тины Кароль, который должен был состояться 15 ноября. Причиной стало то, что певица поделилась в соцсети утверждением, что «Армению атакуют» с заголовком «Armenian lives matter». Организаторы обвинили артистку в поддержке режима агрессора и отменили концерт.
Правительство Армении отменило праздничные мероприятия, посвящённые ко Дню независимости Армении.

### Акции протеста

#### Армения

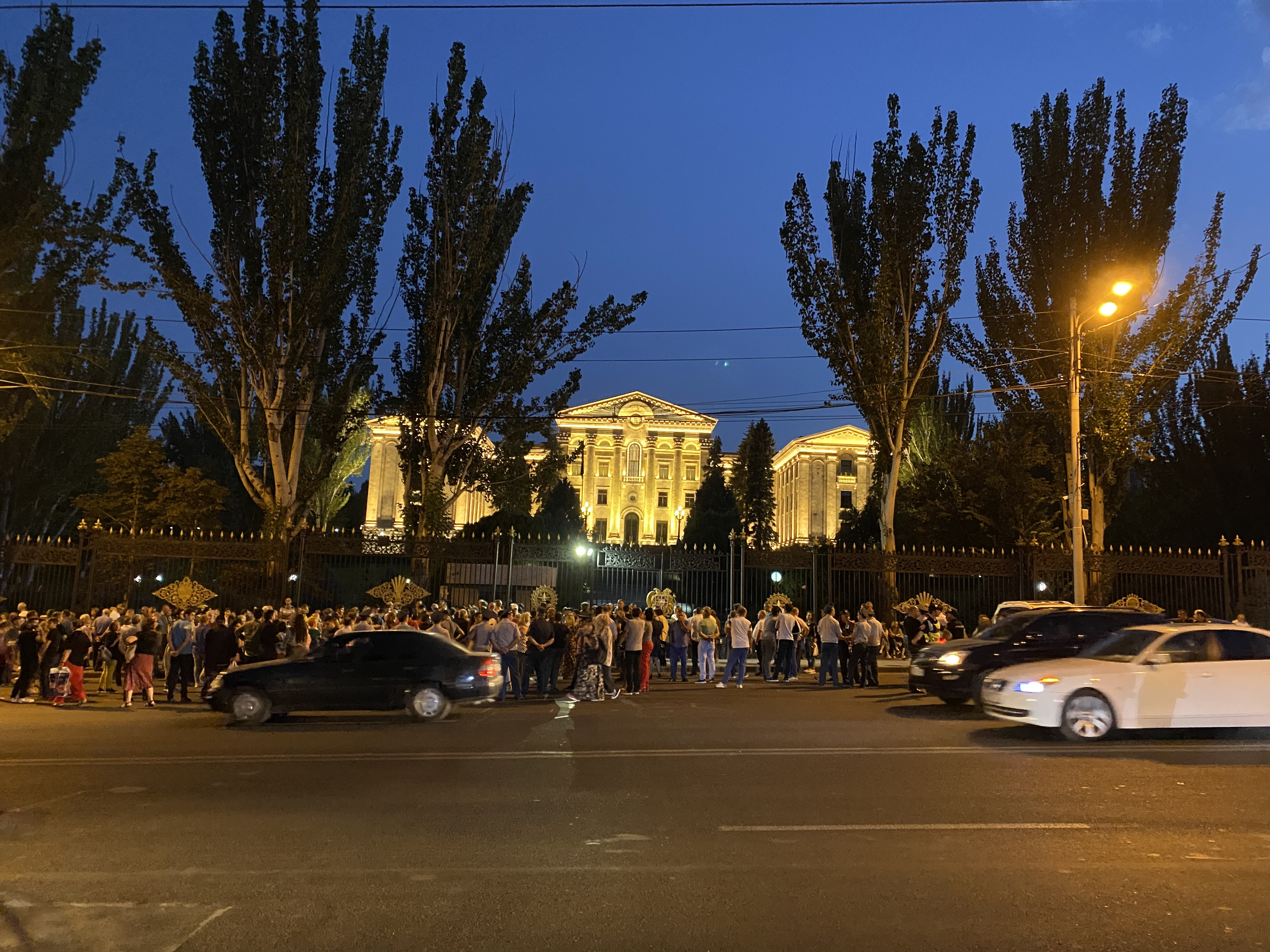
Акция протеста перед Национальным собранием Армении, 13 сентября 2022 г.

Вечером 14 сентября в Ереване перед зданиями парламента и правительства Армении прошли две акции протеста с требованием отставки главы правительства Армении. Поводом стали заявления Никола Пашиняна на правительственном часе в Национальном собрании Армении 14 сентября о том, что армянская сторона готова подписать некий документ, после чего многие наверняка объявят его предателем. После число протестующих увеличилось. К протестующим присоединились бывшие чиновники и лидеры партий, в частности, бывший директор Службы национальной безопасности, глава партии «Отечество» Артур Ванецян, общественный деятель Карин Тоноян, лидер «Движения независимости» Эдгар Казарян и другие. Некоторые предлагали направиться к правительственным дачам, где мог находиться Пашинян. Участники акции протеста скандировали «Никол — предатель».
Протестующие попытались снести ворота и войти в здание парламента, но были остановлены. По сообщению Telegram-канала Shot, после этого власти решили заварить ворота. Согласно информации РИА «Новости», участники акции протеста у здания парламента в Ереване призвали депутатов прийти на рабочие места и объявить импичмент Пашиняну. Позже агентство сообщило со ссылкой на слова бывшего министра обороны Армении Сейрана Оганяна, что подписи 35 депутатов оппозиционных фракций «Армения» и «Честь имею» под документом об импичменте премьер-министру Армении Николу Пашиняну есть, для его отстранения от власти нужны 18 голосов правящей фракции «Гражданский договор». В ночь на 15 сентября оппозиционные депутаты отправились к зданию парламента для запуска процесса импичмента Николу Пашиняну и присоединились к протестующим.
Протесты прошли и во втором по величине городе Армении Гюмри. Участники акции протеста перекрыли центральную улицу города и стали призывать граждан выйти на улицы и «присоединиться к их борьбе во имя армянской государственности».

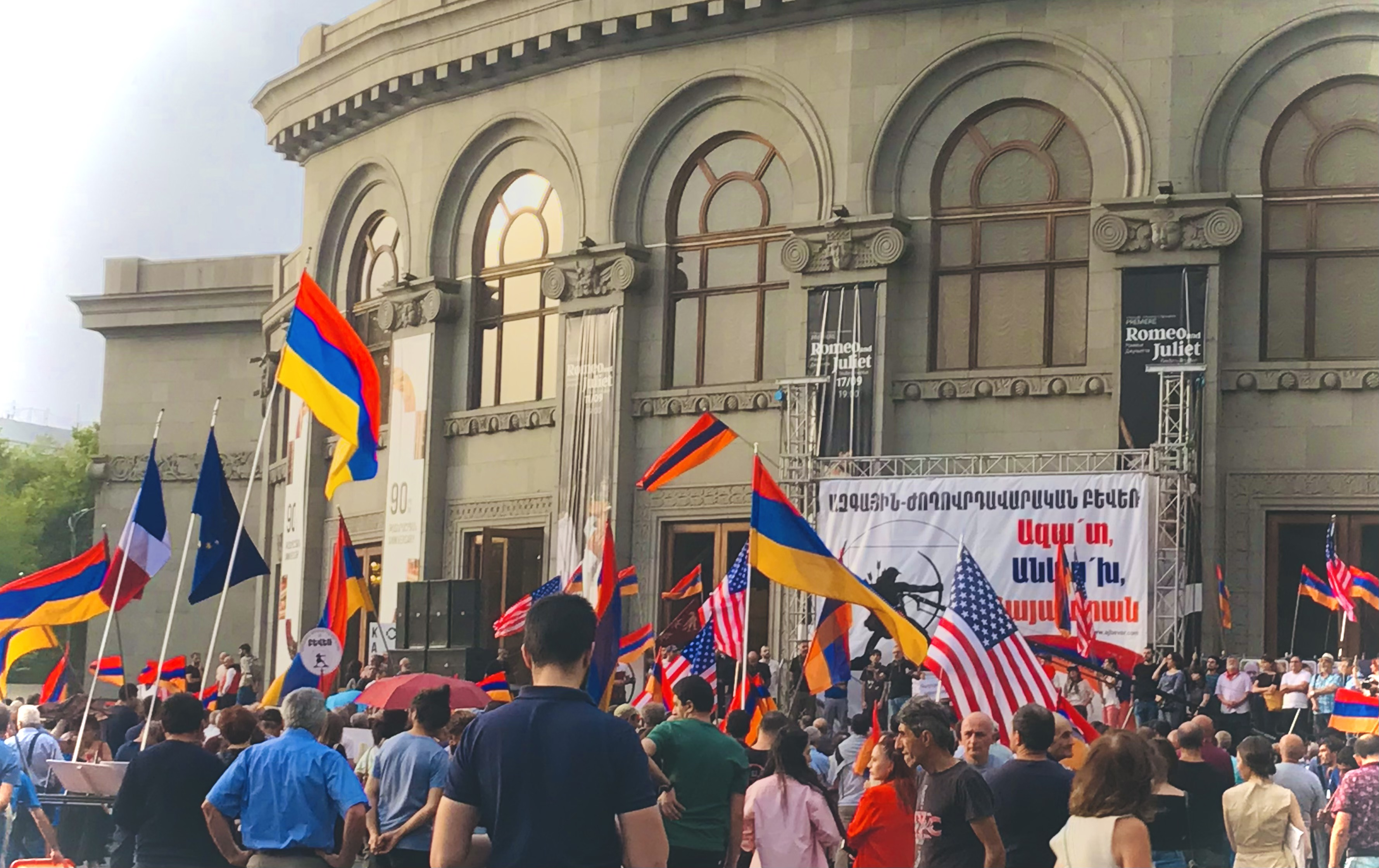
Протесты партии «Национальный демократический полюс» перед Национальным академическим театром оперы и балета в Ереване

18 сентября 2022 года в Ереване политические партии «Национальный демократический полюс» и «Европейская партия Армении» организовали митинг с требованием выхода из ОДКБ и начале переговоров с другими союзниками, чтобы создать новую систему безопасности.
26 сентября в Ереване провели акцию протеста родители армянских военнослужащих, принимавших участие в сентябрьских столкновениях. Они обвинили правительство Армении в безразличии к судьбе пропавших без вести и раненых солдат, в отказе предоставить информацию о количестве попавших в плен и в непроведении работ по поиску тел погибших.

#### Подавление антивоенной оппозиции в Азербайджане
Ряд азербайджанских активистов и оппозиционных политиков выступили с критикой правительства Азербайджана в социальных сетях после военных действий. Али Керимли и Ариф Гаджилы подняли вопросы о большом количестве погибших и об оправданности военных действий, в то время как Азар Гасымли и Гражданское движение NIDA выступили с антивоенными призывами. После чего аккаунты в социальных сетях, связанные с правительством Азербайджана, начали кампанию против оппозиции, назвав их «предателями». Молодёжное крыло правящей партии «Ени Азербайджан» опубликовало видеоподборку различных представителей оппозиции и блогеров, высказавших критику в отношении военных действий, под хэштегом «#xainləritanı», что на азербайджанском означает: «знай предателей».
Сообщается, что Ахмед Мамедли, председатель азербайджанской продемократической группы, был похищен 20 сентября и впоследствии приговорён районным судом Баку к 30 суткам тюремного заключения. И Мамедли, и Движение D18, членом которого он является, опубликовали несколько заявлений в соцсетях с критикой правительства Азербайджана после военной эскалации. Представители движения D18 и адвокат заявили, что арест связан с антивоенными высказываниями Мамедли, а Amnesty International призвала Азербайджан освободить Мамедли и прекратить преследование лиц, выступающих за мир.

#### Азербайджанская диаспора
16 сентября проживающие в Лондоне азербайджанцы провели перед зданием посольства Армении акцию под названием «Станем опорой Родине», держа в руках плакаты с надписями «о разрушении культурного наследия Азербайджана», «закопанных на территории Азербайджана минах», «пропавших без вести азербайджанцах».
18 сентября азербайджанская община в Нидерландах провела в Гааге санкционированный пикет, выразив протест против «широкомасштабной военной провокации, совершенной вооружёнными силами Армении на государственной границе Азербайджана».
Аналогичные акции протеста были организованы в последующие дни представителями азербайджанской диаспоры в Берлине, Стокгольме и Праге.

#### Армянская диаспора

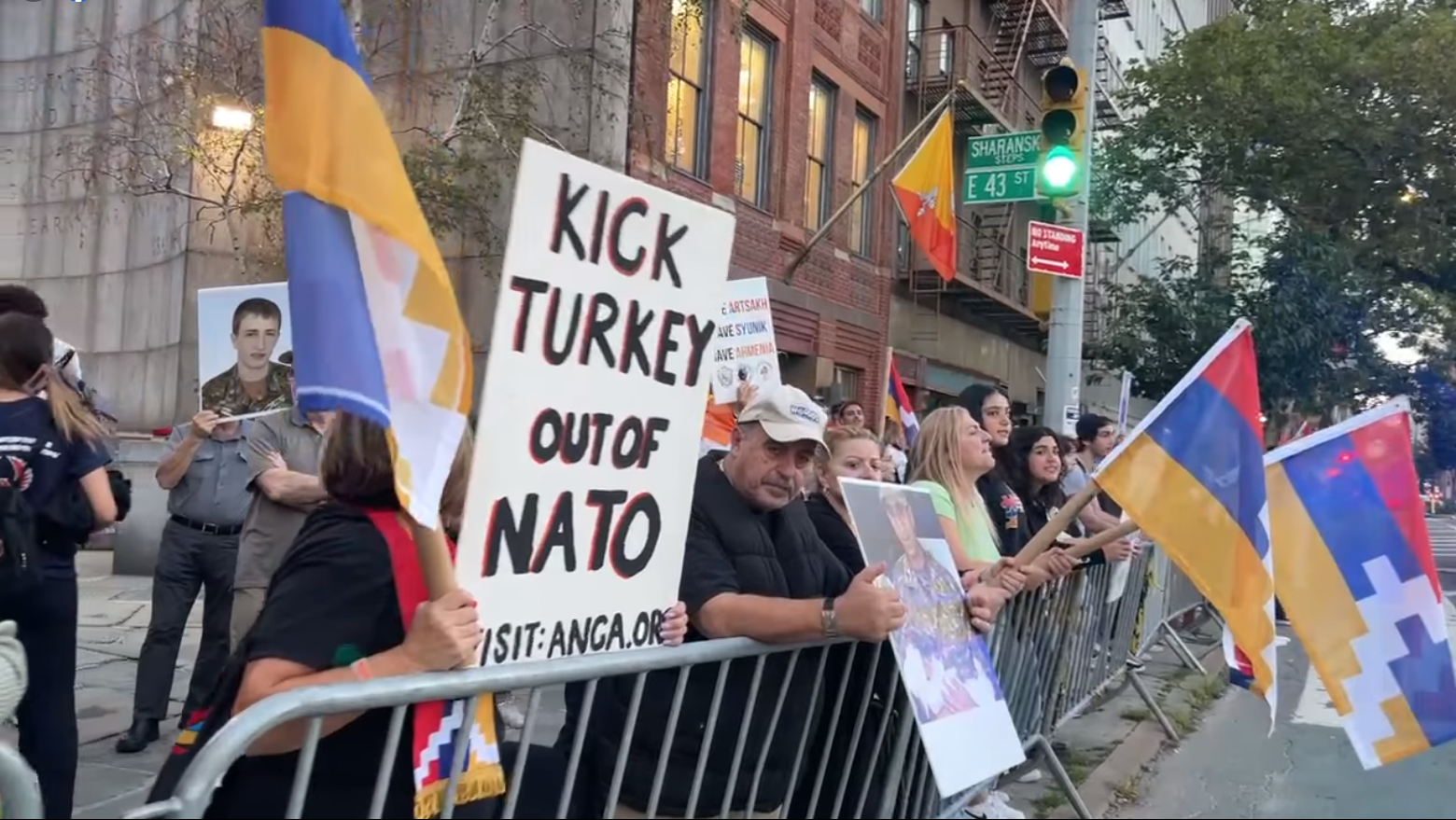
Акция протеста армянской диаспоры возле представительств Азербайджана и Турции в Нью-Йорке. 16 сентября 2022

Представители армянской диаспоры в США провели акции протеста у посольства Азербайджана в Вашингтоне, а также возле представительств Азербайджана и Турции в Нью-Йорке. Участники акции требовали «прекратить бомбить мирных граждан Армении».
18 сентября в Париже группа людей с армянскими флагами на плечах совершила нападение на посольство Азербайджана, растаскивая ограждение перед зданием, разбивая окна и бросая предметы в здание. Французские правоохранительные органы не предприняли никаких мер для предотвращения нападения. Нападение армянских радикалов сотрудник посольства пресёк в одиночку, не позволив им войти в здание.
В тот же день проживающие в Бейруте представители армянской диаспоры Ливана организовали демонстрацию перед посольством Азербайджана. Полицейским удалось предотвратить попытки протестовавших армян ворваться в здание посольства.
Протесты и шествия в поддержку Армении были проведены армянской диаспорой в Лос-Анджелесе и Лионе.

### Спортивные
15 сентября футбольный клуб «Карабах» обратился в UEFA с просьбой почтить минутой молчания память азербайджанских солдат, погибших на границе Азербайджана и Армении во время домашнего матча группового этапа Лиги Европы против «Нанта». Глава пресс-службы клуба Гюндуз Аббасзаде заявил, что UEFA не допустила такого шага в этой встрече. После этого крупнейшая фан-группа команды «Имарет Тайфа» выступила с заявлением и призвала всех почтить память павших бойцов минутой молчания после стартового свистка. Он был распространён среди большого количества людей в социальной сети за короткий промежуток времени. Несмотря на решение UEFA, около 30 000 болельщиков, пришедших на игру, включили телефоны и соблюдали минуту молчания после стартового свистка.

## Резолюции Европарламента
18 января 2023 года в ходе пленарного заседания Европейского парламента голосованием, была принята резолюция «О реализации общей внешней политики и политики безопасности — годовой отчёт за 2022 год». В резолюции, «решительно осуждалась военная агрессия Азербайджана от 12 сентября 2022 года на суверенной территории Армении, которая представляет собой нарушение режима прекращения огня и имеет серьёзные последствия для мирного процесса». Кроме этого в резолюции отмечалась обеспокоенность предполагаемыми военными преступлениями и бесчеловечным обращением, совершенным вооружёнными силами Азербайджана в отношении армянских военнопленных и гражданских лиц. В резолюции говорилось что Европарламент вновь заявляет, что должна полностью соблюдаться территориальная целостность Армении. Кроме этого подчёркивалась готовность ЕС более активно участвовать в урегулировании затянувшихся конфликтов в регионе. Резолюция призывает власти Азербайджана немедленно вывести войска со всех частей территории Армении и освободить удерживаемых армянских военнопленных, также напоминает, что только дипломатические средства принесут справедливый и прочный ответ на конфликт, который принесёт пользу населению Армении и Азербайджана
5 октября 2023 года в связи с нападением Азербайджана на Нагорный Карабах и последующим исходом армян, Европейский парламент принял резолюцию № 2023/2879(RSP) «о ситуации в Нагорном Карабахе после нападения Азербайджана и продолжающихся угроз в адрес Армении», в которой отмечалось, что за последние два года азербайджанская армия несколько раз оккупировала различные части суверенной территории Армении и бомбила гражданские объекты на территории Армении. Там же вновь осуждались вторжения Азербайджана на международно признанную территорию Армении. Было озвучено требование вывода азербайджанских войск со всей суверенной территории Армении. Кроме этого в резолюции осуждались ирредентистские и подстрекательские заявления и президента Азербайджана и других официальных лиц Азербайджана, угрожающие территориальной целостности и суверенитету Армении.

## Предполагаемые военные преступления
1 октября в социальных сетях появилось видео, на котором запечатлён внесудебный расстрел не менее семи армянских военнопленных, по всей видимости, азербайджанскими силами.
2 октября Генеральная прокуратура Азербайджана, заявила, что военной прокуратурой республики проводится «полное и всестороннее расследование» видеозаписей на предмет их подлинности, а также времени и места съёмки, личностей военнослужащих, присутствующих на этих кадрах, а также иных обстоятельств, имеющих значение для установления объективной истины. В Генпрокуратуре также уточнили, что по результатам расследования будут приняты предусмотренные законом меры.
14 октября директор Human Rights Watch по Европе и Центральной Азии Хью Уильямсон назвал убийство сдавшихся солдат «чудовищным военным преступлением». Human Rights Watch призвала власти Азербайджана обеспечить эффективное расследование и привлечение к ответственности солдат и командиров, ответственных за казнь армянских военнопленных.

## Судебные иски

### Международный суд ООН
17 сентября 2022 года Армения направила заявление в Международный суд ООН против Азербайджана по признакам предполагаемой расовой дискриминации, возможного нападения на гражданские объекты и по другим основаниям.

### Европейский суд по правам человека
13 сентября 2022 года Армения подала в Европейский суд по правам человека (ЕСПЧ) несколько исков против Азербайджана с требованием применения промежуточных мер.
Заявления, в частности, касаются предполагаемых обстрелов гражданских населённых пунктов в Армении, защиты основных прав гражданского населения и военнопленных. Армения также обратилась в Европейский суд с требованием применить пункт 2 статьи 39 своего устава и немедленно уведомить о своём решении Комитет министров.
Европейский суд по правам человека направил запрос Азербайджану по части военнопленных и дал срок до 22 сентября 2022 года.
3 октября 2022 года Армения направила в Европейский суд по правам человека и в Международный правовой суд распространённое в социальных сетях видео возможного жестокого убийства азербайджанцами армянских солдат.

### Международный уголовный суд
Армения представила в Международный уголовный суд (МУС) предполагаемые факты насилия со стороны Азербайджана в отношении армянских военнопленных и глумления над телами погибших. В том числе, представлена информация об армянском военнопленном Давиде Гишяне, который был предположительно подвергнут пыткам и убит будучи под контролем Азербайджана. Были также представлены примеры распространённой армянофобии в Азербайджане.

## Предложенные санкции
16 ноября 2022 г. Сенат Франции принял резолюцию, в которой предлагается правительству Франции в сотрудничестве с европейскими партнёрами «предусмотреть в качестве наказания за агрессию Азербайджана дипломатические и экономические меры, в том числе применение санкций, которые будут нацелены на активы властей Азербайджана, а также предусмотрят введение эмбарго на импорт газа и нефти из Азербайджана».
Позже, Национальное собрание Франции также единогласно приняло резолюцию, согласно которому призывает французское правительство «рассмотреть возможность введения экономических санкций против физических лиц, если атаки и оккупация суверенной территории Армении продолжатся».
30 ноября представитель МИД Франции заявил, что резолюции палат французского парламента, содержащие призыв к введению санкций против Азербайджана, не является официальной позицией французского правительства.

## Дальнейшие эскалации
28 сентября между вооружёнными силами Азербайджана и Армении произошла очередная перестрелка. Согласно азербайджанским источникам, вооружённые силы Армении обстреляли из разнокалиберного стрелкового оружия подразделения азербайджанской армии, расположенные вблизи населённого пункта Алагёлляр Кельбаджарского района, в результате чего был ранен азербайджанский солдат. Согласно армянским источникам, вооружённые силы Азербайджана применили 82-мм миномёты и БПЛА в районе Джермука, в результате чего погибли трое армянских военнослужащих, в том числе подполковник — командир батальона.
20 октября в Минобороны Армении сообщили об обстреле из стрелкового оружия и миномётов со стороны азербайджанских военных армянских позиций. Уточнялось, что ответным огнём огневые точки ВС Азербайджана были подавлены.
октябрь — переговоры
12 октября находящийся в Астане с рабочим визитом министр иностранных дел Республики Армения А. Мирзоян встретился с главой МИД Российской Федерации С. Лавровым. Состоялся обмен мнениями относительно работ по разработке мирного договора между Арменией и Азербайджаном, вопросов урегулирования нагорно-карабахского конфликта.
17 октября на заседании в Люксембурге главы МИД Евросоюза (по инициативе президента Франции Макрона и представителя Евросоюза Шарля Мишеля) официально утвердили направление 40 наблюдателей на границу Азербайджана и Армении, миссия по установлению фактов (fact-finding mission) рассчитана на два месяца. Цель миссии ЕС состоит в том, чтобы «укрепить доверие» и «внести вклад в работу пограничных комиссий».
Готовится трёхсторонний саммит с участием Российской Федерации, Азербайджана и Армении;  на встрече планируется обсудить нормализацию отношений между странами. Пресс-секретарь Д. Песков сообщил, что Армения готова установить межгосударственные отношения с Азербайджаном в соответствии с принципами, предложенными Москвой. 

Переговоры, с участием Н. Пашиняна и И. Алиева и В. Путина состоялись в Сочи 31 октября (тогда же там же состоялись двусторонние встречи президента РФ с лидерами Азербайджана и Армении)

## Анализ событий
По мнению Сета Францмана из «The Jerusalem Post» нападения на Армению представляют собой опасную эскалацию. Аналитик отмечает, что несмотря на то, что азербайджанские и турецкие СМИ утверждают, что Армения виновата в столкновениях, факты и отчёты говорят, что именно Азербайджан инициировал столкновения. Фрицман предполагает, что именно Турция подтолкнула Азербайджан к атакам на Армению, одной из целей которой является создание кризиса, в котором Армения может быть представлена как часть системы альянса с Россией, что позволит Турции изображать из себя члена НАТО, поддерживающего своего союзника — Азербайджан. Москва не может поддержать Армению из-за своего «ослабленного состояния» и ей будет предложено заставить Армению пойти на уступки в обмен на новые сделки между Россией и Турцией.
Азербайджанский проправительственный политолог Фархад Мамедов полагает, что Армения пошла на провокацию, чтобы сорвать встречу глав МИД Армении и Азербайджана, которая должна была состояться до конца сентября, и встречу президента Азербайджана с премьер-министром Армении в Самарканде на саммите Шанхайской организации сотрудничества 15—16 сентября, в ходе которых должны были быть приняты решения по мирной повестке. Мамедов назвал произошедшее сигналом, касающимся процесса по делимитации азербайджано-армянской границы, а также сигналом о том, что «демилитаризация Карабаха тоже не за горами».
Армянский эксперт Татул Акопян считает, что Азербайджан, понимая, что в результате поражения Армении в войне 2020 года баланс сил в регионе нарушен, стремится посредством давления на Армению добиться своих целей, коими являются разоружение Армии обороны непризнанной НКР, открытие «Зангезурского коридора» и скорейшее подписание мирного договора на своих условиях.
По мнению Арифа Юнуса, историка Карабахского конфликта, Азербайджан воспользовался моментом и нанёс удар по Армении в то время, когда мир занят войной на Украине. Юнус считает, что Азербайджан требует от Армении выполнения предложенных ранее Азербайджаном пяти пунктов, заключающихся во взаимном признании суверенитета и территориальной целостности, во взаимном подтверждении отсутствия территориальных претензий, в отказе от применения угроз и силы, в делимитации и демаркации государственной границы и в открытии транспортных коммуникаций.
Старший научный сотрудник Фонда Карнеги за международный мир Пол Стронски допускает, что Азербайджан воспользовался отвлечённостью России и Запада, связанной с Украиной, и перешёл в наступление на Армению, выбрав подходящее время и решив использовать возможность изменить ситуацию на поле. Одной из целей Азербайджана Стронски приводит связь Нахичеванской Автономной Республики с остальной частью Азербайджана. Он также считает, что в контексте неудач России на Украине, данное столкновение поставило перед армянами вопрос, является ли Россия её союзником и есть ли у неё способности защитить её.
Старший научный сотрудник европейского филиала Фонда Карнеги Томас де Ваал считает, что озабоченность России войной и её кажущаяся слабость помогли дестабилизировать ситуацию на Кавказе, поскольку «неудачи на Украине ограничили способность России проецировать силу на соседние страны». Согласно де Ваалу, у азербайджанцев ещё есть незаконченные дела с армянами и прямо сейчас они чувствуют, что находятся в лучшем положении, чтобы использовать как дипломатию, так и силу, чтобы получить эти вещи. Военные действия Азербайджана в Армении серьёзно подорвали шансы на урегулирование конфликта, считает де Ваал.
Старший директор программы национальной безопасности из Центра американского прогресса Макс Хоффман полагает, что Азербайджан пытается воспользоваться «кажущейся ограниченной способностью России к силовому вмешательству» и заставить армян быстрее сдать территории. С ним согласен Лоуренс Броерс, специалист по конфликтам на Южном Кавказе, который связывает столкновения со стремлением Азербайджана навязать своё видение мирного соглашения. По словам последнего «наблюдается крах репутации России как покровителя и поставщика безопасности в регионе, что в свою очередь создало окно возможностей для Азербайджана».
Международная кризисная группа (ICC) опубликовала материал, в котором авторы считают, что эскалации способствовали несколько возможных факторов. Во-первых, Азербайджан может воспользоваться войной России на Украине, которая отвлекла не только Москву, но и Париж и Вашингтон, которые являются сопредседателями Минской группы ОБСЕ (группа стран-членов ОБСЕ, возглавляющая поиск путей мирного урегулирования Карабахского конфликта). Поскольку все сопредседатели смотрят в другую сторону, Баку воспользовался моментом, чтобы улучшить стратегическую карту в свою пользу и лучше позиционировать себя для урегулирования нагорно-карабахского конфликта. В соответствии с этой идеей азербайджанские СМИ, в том числе близкие к правительству, а также видный азербайджанский парламентарий призвали Азербайджан взять под свой контроль больше земель вдоль границы с Арменией. Некоторые называют шаг, за который они выступают, оборонительным, в то время как другие, по-видимому, видят в нём дополнительный рычаг для переговоров с Арменией. Во-вторых, Азербайджан может торопиться. Проправительственный аналитик в Баку предположил, что президент Алиев хочет заключить мирное соглашение в ближайшие два-три месяца. Одной из причин может быть то, что он предвкушает выборы в Турции, которые состоятся в июне 2023 года, и опасается, что президент Реджеп Тайип Эрдоган — стойкий сторонник Баку — может быть ослаблен, что подорвёт поддержку Анкарой Азербайджана на переговорах. В-третьих, некоторые в Ереване связывают эскалацию с желанием Азербайджана обеспечить специальный сухопутный коридор, охраняемый российскими пограничниками, через Армению в азербайджанский эксклав Нахичевань. По словам западных дипломатов, два лидера сторон были близки к достижению соглашения о маршрутах весной 2022 года. Но надежды на прорыв в этом вопросе, который дипломаты считали одним из самых простых для решения из-за общей экономической заинтересованности в нём, рухнули на саммите 31 августа. Одной из причин неспособности продвижения вперёд является то, что Баку поставил своей целью достижение окончательного всеобъемлющего мирного урегулирования, а это означает, что он менее заинтересован в решении дискретных двусторонних вопросов до достижения такой сделки, даже если соглашение может быть легче достигнуто в её рамках. В то же время Азербайджан не отказывается от силовых методов достижения тех же целей.

### Комментарии
1. ↑  4 октября 2022 года азербайджанская сторона при посредничестве США передала армянской стороне 17 военнопленных[2].